# Penonomé (distrito)
Penonomé é um distrito da província de Coclé, Panamá. Possui uma área de 1.699,70 km² e uma população de 72.448 habitantes (censo 2000), perfazendo uma densidade demográfica de 42,62 hab./km². Sua capital é a cidade de Penonomé.